# SHB Đà Nẵng
SHB Đà Nẵng (vietnamesisch Câu lạc bộ bóng đá SHB Đà Nẵng) ist ein vietnamesischer Fußballverein aus Đà Nẵng. Der Verein spielt aktuell in der zweithöchsten Liga des Landes, der V.League 2.

## Geschichte
Gegründet 1976, hatte der Verein seine beste Zeit zu Ende der 80er und Anfang der 90er, als man dreimal Vizemeister und 1992 Meister werden konnte. 2008 änderte sich der Name des Vereins von Quảng Nam-Đà Nẵng zu SHB Đà Nẵng. Die Sài Gòn - Hà Nội Bank, übernahm den Club von der Abteilung für Sport Đà Nẵng woraus der neue Name entstand.

## Erfolge
- Vietnamesischer Meister: 1992[1], 2009, 2012
- Vietnamesischer Vizemeister: 1987, 1990, 1991, 2005

- Vietnamesischer Zweitligameister: 2024

- Vietnamesischer Pokalsieger: 1993, 2009
- Vietnamesischer Pokalfinalist: 2013

- Vietnamesischer Supercup-Sieger: 2012

## Stadion
Seine Heimspiele trägt der Verein im Hòa Xuân Stadium in Đà Nẵng aus. Das Stadion hat ein Fassungsvermögen von 20.000 Personen.
Koordinaten: 16° 4′ 10,6″ N, 108° 12′ 59,3″ O

## Spieler
- Magid Musisi (2001–2003)
- Muisi Ajao (2003–2004)
- Felix Luz (2011)

## Trainerchronik
Stand: Juli 2023
| Trainer            | Nation      | von               | bis               |
| ------------------ | ----------- | ----------------- | ----------------- |
| Gary Phillips      | Australien  | 10. Mai 2004      | 20. Juni 2004     |
| Gerd Zeise         | Deutschland | 1. Januar 2006    | 30. Juni 2007     |
| Phan Thanh Hùng    | Vietnam     | 1. Januar 2007    | 30. Juni 2008     |
| Le Huynh Duc       | Vietnam     | 1. Januar 2008    | 25. November 2017 |
| Nguyễn Minh Phương | Vietnam     | 29. Dezember 2017 | 31. Oktober 2018  |
| Le Huynh Duc       | Vietnam     | 13. November 2018 | 3. Mai 2021       |
| Phan Thanh Hùng    | Vietnam     | 4. Mai 2021       | 2. Juni 2023      |
| Pham Minh Duc      | Vietnam     | 3. Juni 2023      | heute             |